# Sydøstasien
Sydøstasien er en region i Asien, der sædvanligvis sættes til at omfatte landene syd for Kina, øst for Indien og nord for Australien. Følgende lande er dermed omfattet af begrebet Sydøstasien: Brunei, Burma (Myanmar), Thailand, Laos, Cambodja, Vietnam, Malaysia, Singapore, Filippinerne, Indonesien og Østtimor.
Udtrykket "Sydøstasien" opstod efter 2. verdenskrig. Før brugte man udtrykkene "Bagindien" og "Indokina" for fastlandsområdet, og "Malajiske Arkipelag" for øerne.

## Opdeling

### Politisk
Definitionerne af "Sydøstasien" varierer, men de fleste definitioner følger denne liste over lande og territorier. Alle lande undtaget Østtimor er medlem Association of Southeast Asian Nations (ASEAN). Området var, sammen med Sydasien, engang kendt som Ostindien eller simpelthen bare Indien (indtil det 20. århundrede). Juleøen og Kokosøerne betragtes som en del af Sydøstasien, selvom de tilhører Australien. Der findes flere omstridte øer i det sydkinesiske hav. Papua New Guinea har erklæret, at de agter at tilslutte sig ASEAN, som de pt. er observatører i.

### Lande
| Land         | Areal (km2) | Befolkningstal (2012) | Befolkningstæthed (/km2) | BNP (omtrent), amerikanske dollars (2012) | BNP (omtrent) pr. indbygger, amerikanske dollars (2012) | HDI (2012) | Hovedstad           |
| ------------ | ----------- | --------------------- | ------------------------ | ----------------------------------------- | ------------------------------------------------------- | ---------- | ------------------- |
| Brunei       | 5.765       | 434.320               | 74                       | 16.852.000.000                            | $38.801                                                 | 0.885      | Bandar Seri Begawan |
| Burma        | 676.000     | 63.672.000            | 92                       | 54.049.000.000                            | $849                                                    | 0.498      | Nay Pyi Taw         |
| Cambodja     | 181.035     | 15.254.000            | 84                       | 14.246.000.000                            | $934                                                    | 0.543      | Phnom Penh          |
| Filippinerne | 300.000     | 97.737.000            | 320                      | 250.436.000.000                           | $2.462                                                  | 0.654      | Manila              |
| Indonesien   | 1.904.569   | 244.468.000           | 127                      | 894.854.000.000                           | $3.660                                                  | 0.629      | Jakarta             |
| Laos         | 236.800     | 6.376.000             | 28                       | 9.269.000.000                             | $1.454                                                  | 0.543      | Vientiane           |
| Malaysia     | 329.847     | 29.038.000            | 87                       | 305.826.000.000                           | $10.579                                                 | 0.769      | Kuala Lumpur        |
| Singapore    | 724         | 5.366.000             | 7.285                    | 267.941.000.000                           | $49.936                                                 | 0.895      | Singapore           |
| Thailand     | 513.120     | 64.460.000            | 125                      | 376.989.000.000                           | $6.572                                                  | 0.690      | Bangkok             |
| Vietnam      | 331.210     | 90.388.000            | 270                      | 137.681.000.000                           | $1.523                                                  | 0.617      | Hanoi               |
| Østimor      | 14.874      | 1.119.000             | 74                       | 4.214.000.000                             | $1.066                                                  | 0.567      | Dili                |

#### Territorier
| Territorie | Areal (km2) | Befolkningstal | Befolkningstæthed (/km2) |
| ---------- | ----------- | -------------- | ------------------------ |
| Juleøen    | 135         | 1.402          | 10.4                     |
| Kokosøerne | 14          | 596            | 42.6                     |

#### Administrative underinddelinger
| Territorier                | Areal (km2) | Befolkningstal | Befolkningstæthed (/km2) |
| -------------------------- | ----------- | -------------- | ------------------------ |
| Andamanerne og Nicobarerne | 8.250       | 356.152        | 43                       |
| Hainan                     | 33.920      | 8.671.518      | 254.7                    |

### Geografisk
Sydøstasien er geografisk set opdelt i to underregioner, hovedsageligt Indokina og Maritime Sydøstasien (også defineret af det Malajiske Arkipelago) (indonesisk: Nusantara).
Indokina inkluderer:
- Cambodja
- Burma
- Laos
- Thailand
- Vestmalaysia
- Vietnam

Maritime Sydøstasien inkluderer:
- Brunei
- Indonesien
- Filippinerne
- Singapore
- Østimor
- Østmalaysia

Andamanerne og Nicobarerne, Indien, betragtes geografisk set som en del af Sydøstasien. Resten af New Guinea er ofte inkluderet af praktiske grunde (de er observatørmedlem af ASEAN, mens de ligesom Palau, Guam, og Nordmarianerne engang var en del af Spansk Ostindien.[kilde mangler]
Den østlige halvdel af Indonesien og Østtimor (øst for Wallace-linjen) betragtes biogeografisk som en del af Oceanien.

## Dyrearter i Sydøstasien
Tekst mangler, hjælp os med at skrive teksten